# Саут-Стаффордшир
Саут-Стаффордшир (Южный Стаффордшир, англ. South Staffordshire) — неметрополитенский район (англ. non-metropolitan district) в церемониальном графстве Стаффордшир в Англии. Административный центр — деревня Кодсолл.

## География
Район расположен в южной части графства Стаффордшир, граничит с графствами Шропшир — на западе, Вустершир — на юге и Уэст-Мидлендс — на востоке.

## Состав
В состав района входят 29 общин (англ. Civil parish):
- Кодсолл
- Актон Трасселл, Беднолл энд Теддесли Хей
- Билбрук
- Блимхилл энд Уэстон-андер-Лайзард
- Боббингтон
- Брвуд энд Ковен
- Чеслин Хей
- Коппенхолл
- Данстон
- Энвилл
- Эссингтон
- Фетерстон
- Грэйт Уайрли
- Хатертон
- Хилтон
- Химли
- Хантингтон
- Кинвер
- Лейпли, Стреттон энд Уитон Астон
- Лоуэр Пенн
- Паттингем энд Патшулл
- Пенкридж
- Пертон
- Саредон
- Шаресхилл
- Суиндон
- Теддесли Хей
- Трисалл энд Сеисдон
- Уомборн